# Agaricia cailleti
Espèce
Agaricia cailleti est une espèce de coraux appartenant à la famille des Agariciidae.